# Armand Waron
Armand Waron, né le 1er août 1868 à Dahouët et mort le 25 novembre 1956 à Saint-Brieuc, est un homme politique et un photographe français, actif dans le département des Côtes-du-Nord.

## Biographie
Issu d'une famille de fonctionnaires des douanes et des Ponts-et-chaussées, Armand Waron devient opticien et s'établit à Saint-Brieuc, 20 rue Charbonnerie (avec une succursale au Val-André) puis rue Saint-Guillaume vers 1906.

## Vie politique
Son engagement civique et politique débute alors, tout d'abord en collaborant à divers journaux politiques du département puis en devenant juge au tribunal de commerce en 1908, mandat qu'il exerce jusqu'en 1920, puis en devenant conseiller municipal en 1909 et maire en 1919 de Saint-Brieuc, sous les couleurs centristes de l'Alliance démocratique.
En 1924, il est candidat aux élections législatives sur une liste d'Union républicaine et nationale, et est élu député. Il rejoint le groupe parlementaire de la Gauche républicaine démocratique, qui rassemble les éléments avancés de l'Alliance. Après avoir fait campagne essentiellement sur des questions relatives à la sécurité extérieure du pays, il s'inscrit à la commission de la marine marchande et de la marine militaire. Ses principales interventions à la Chambre des députés on trait à l'amélioration du sort des inscrits maritimes retraités ou invalides et de leur veuves.
Candidat à sa succession en 1928, il est étrillé par le maire radical indépendant d'Yvias, l'ancien avocat Jean Laurent, en n'obtenant que 10 % des voix.

## Armand Waron photographe
L'opticien-photographe publie ses premières cartes postales en 1899. Il édite ses propres clichés mais également ceux d'autres photographes bretons (Amédée Robinot, Ambroise et Augustine Lesturgeon, Charles Torty, etc.). La collection "La Bretagne pittoresque" regroupe à partir de 1903 photographies de villes et littoraux bretons, des gens en costumes bretons et des scènes de genre. Il édite plusieurs clichés accompagnés de citations de Théodore Botrel.
Le musée de Bretagne conserve plus de 600 documents (principalement des cartes postales) édités par Armand Waron.

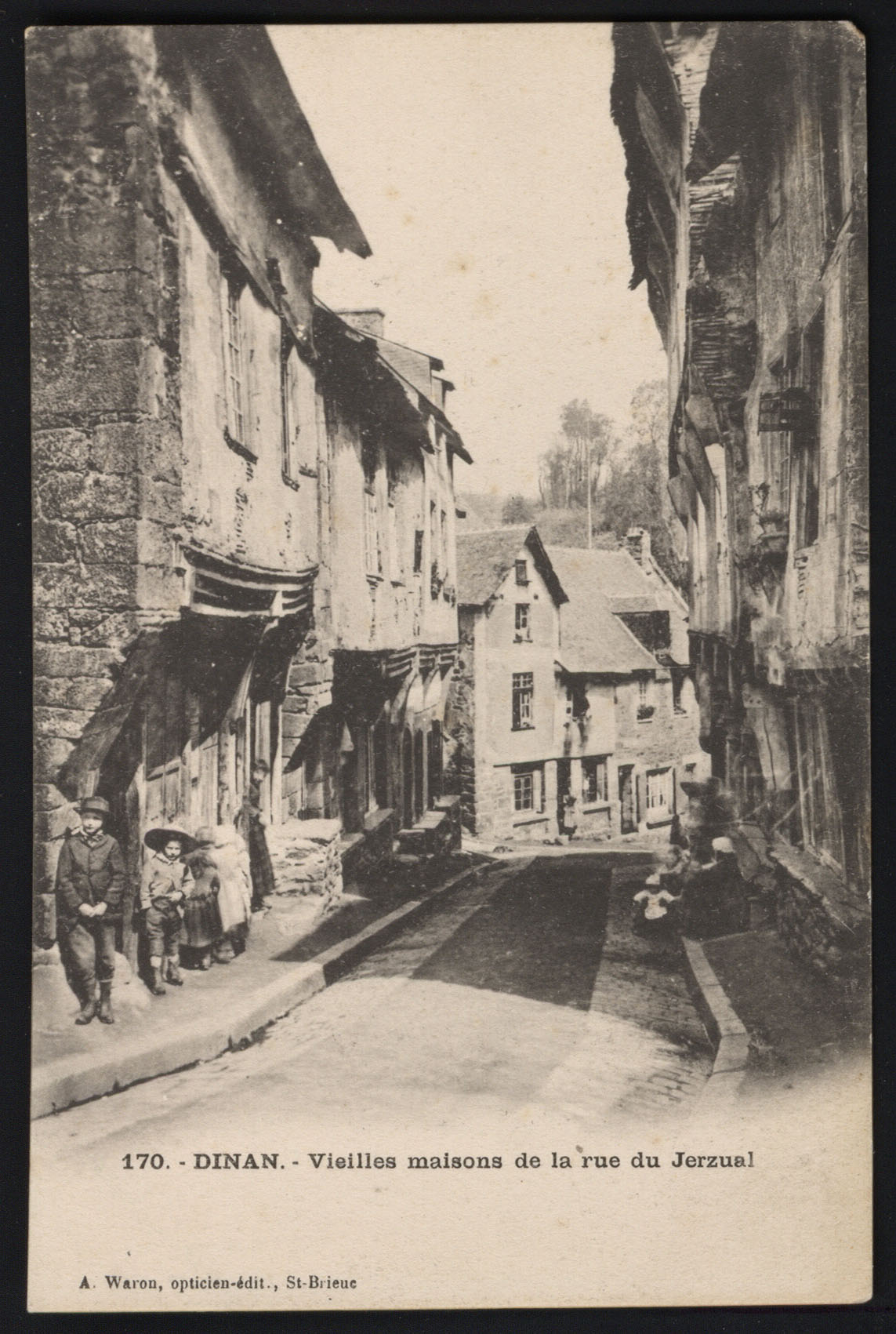
Dinan [avant 1903]
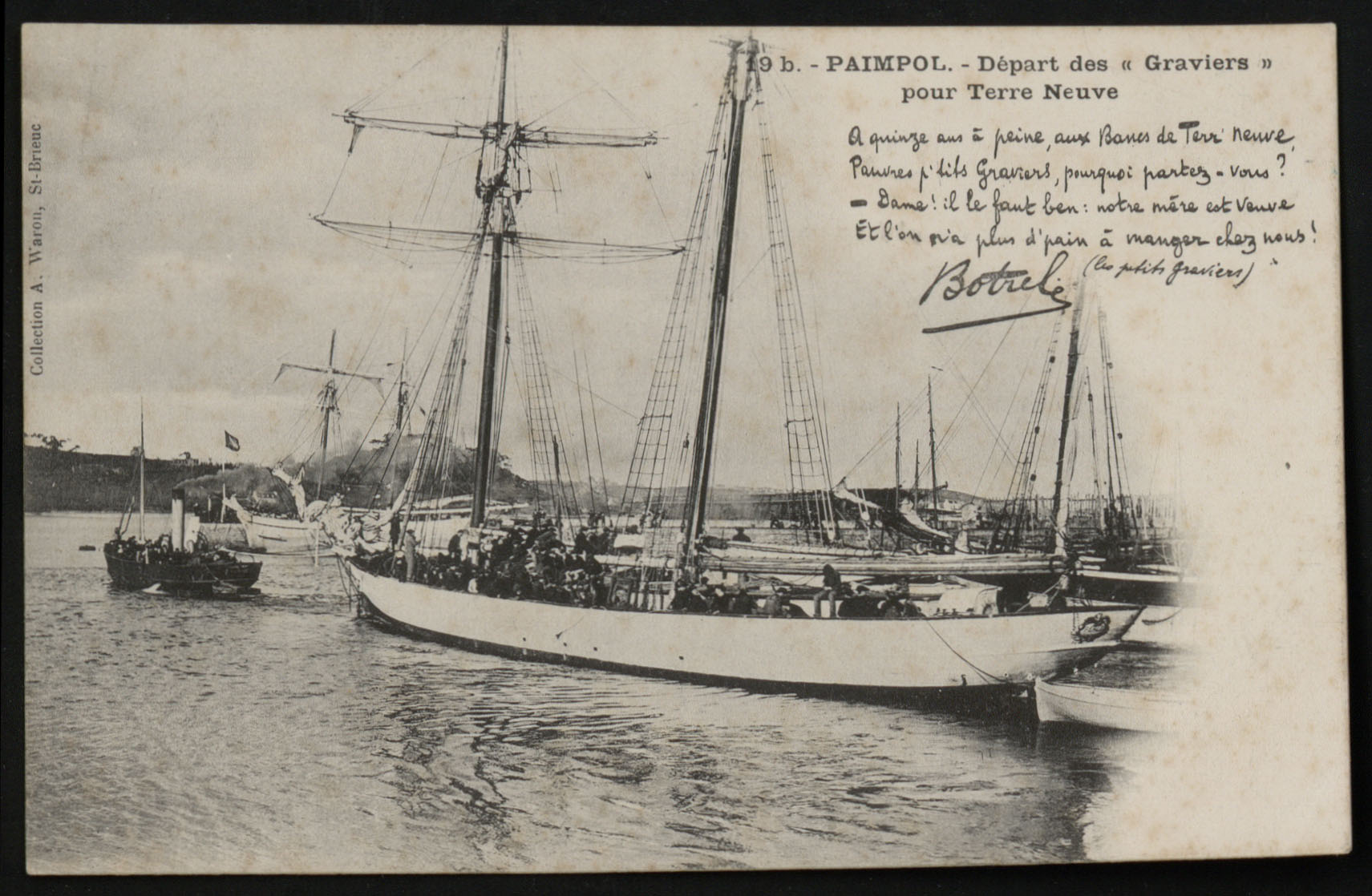
Paimpol [avant 1903]
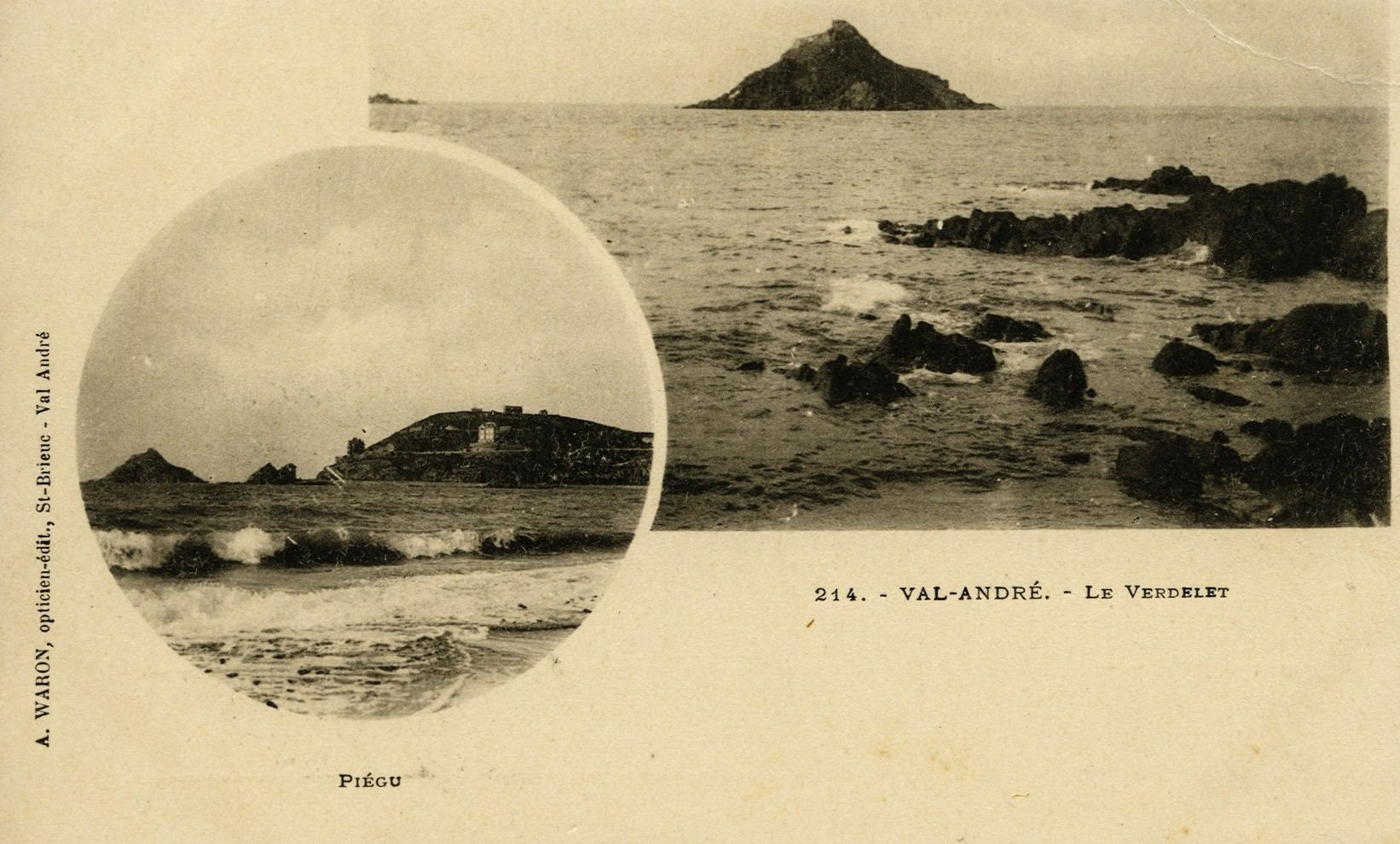
Pléneuf-Val-André [avant 1903]
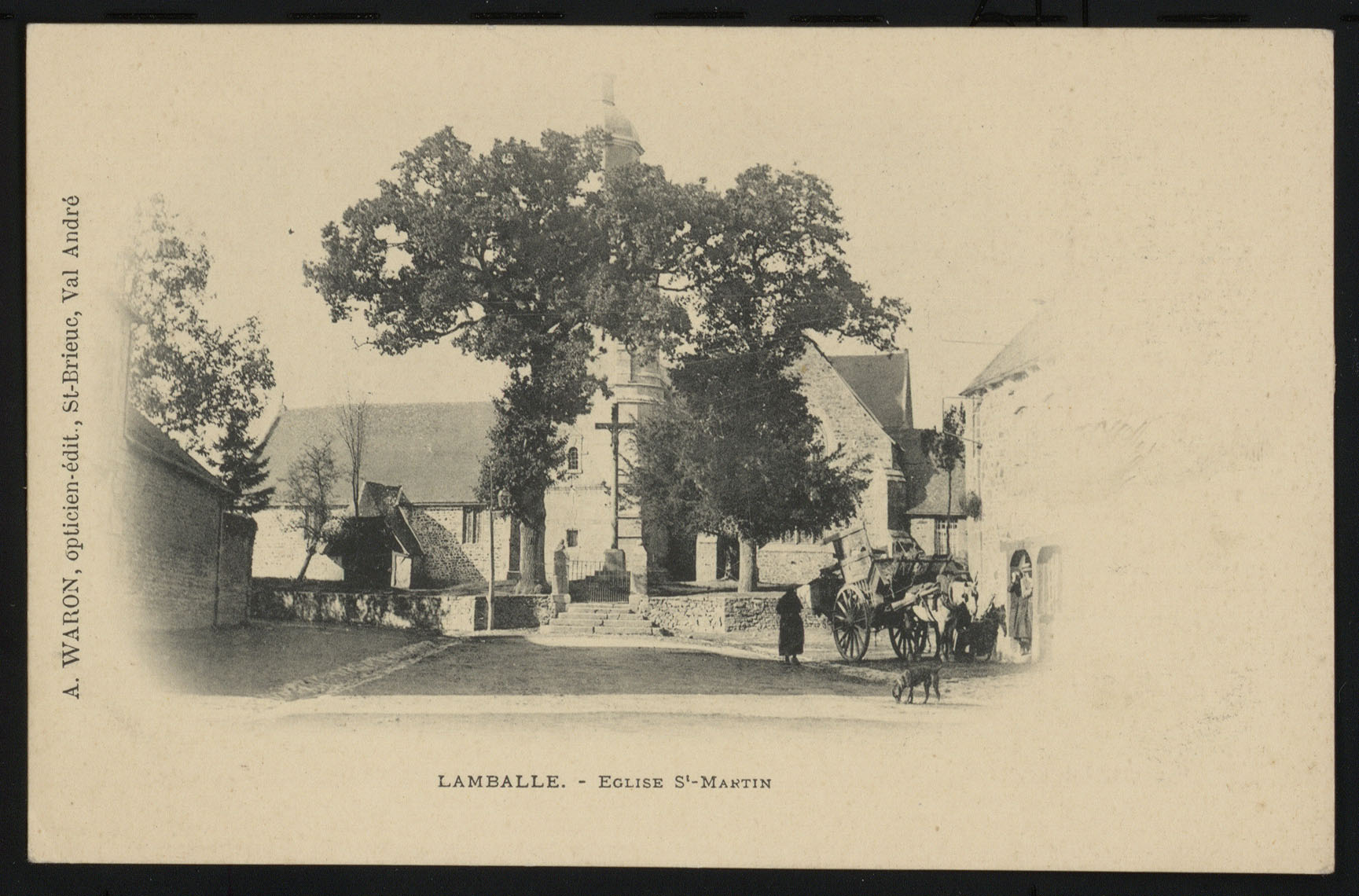
Lamballe [1900-1903]
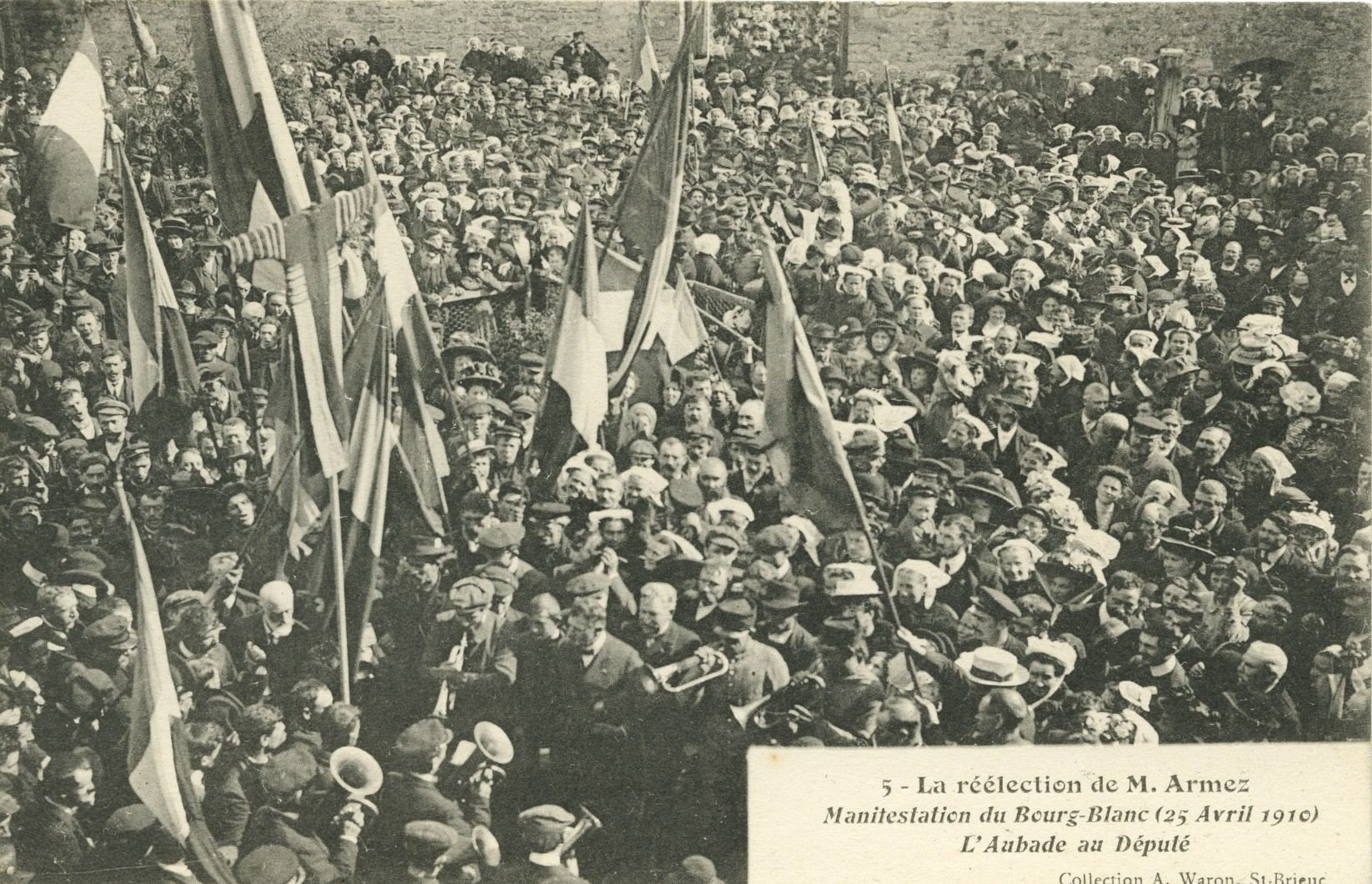
Plourivo (1910)
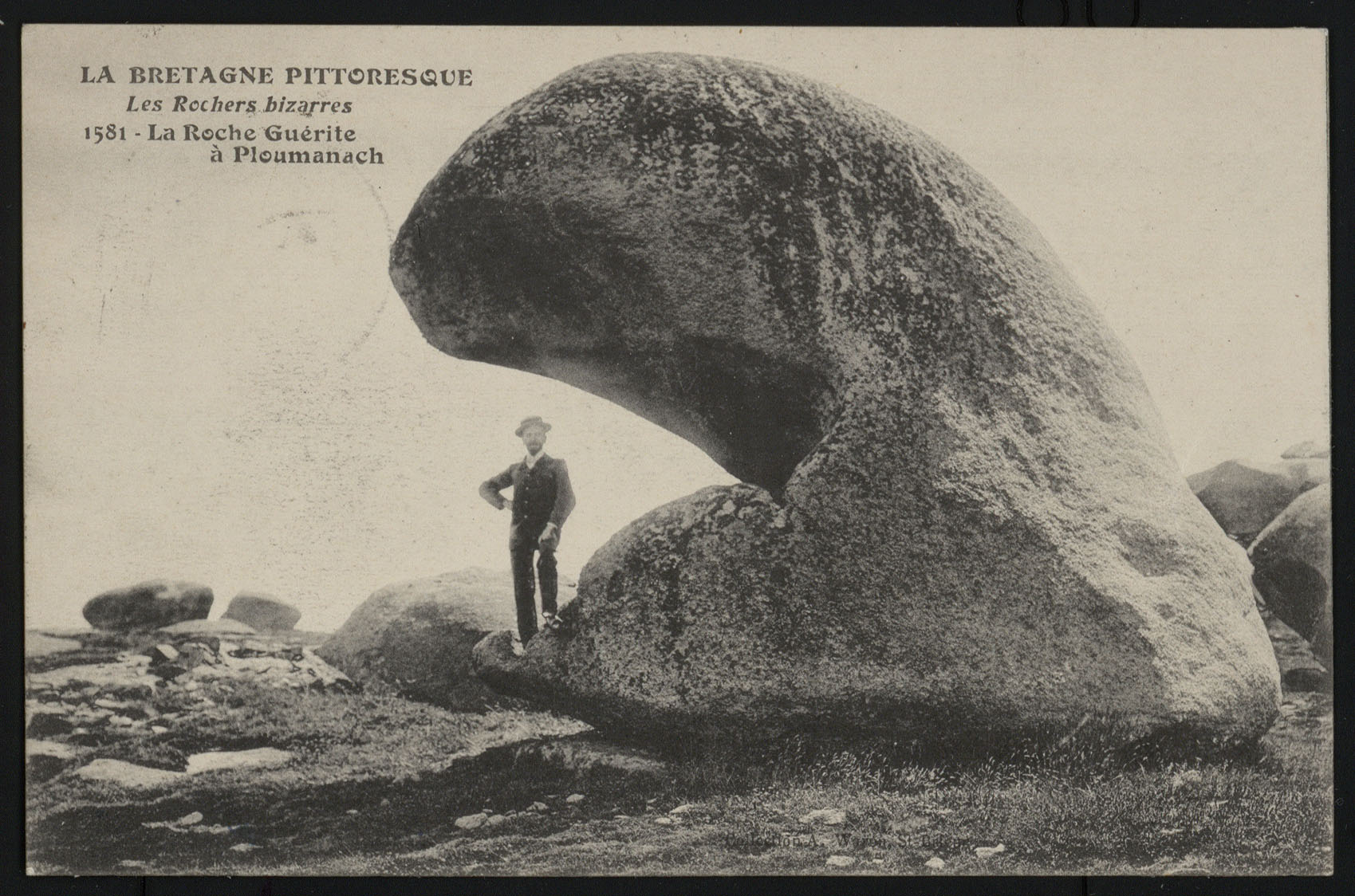
Perros-Guirec [1910-1923]
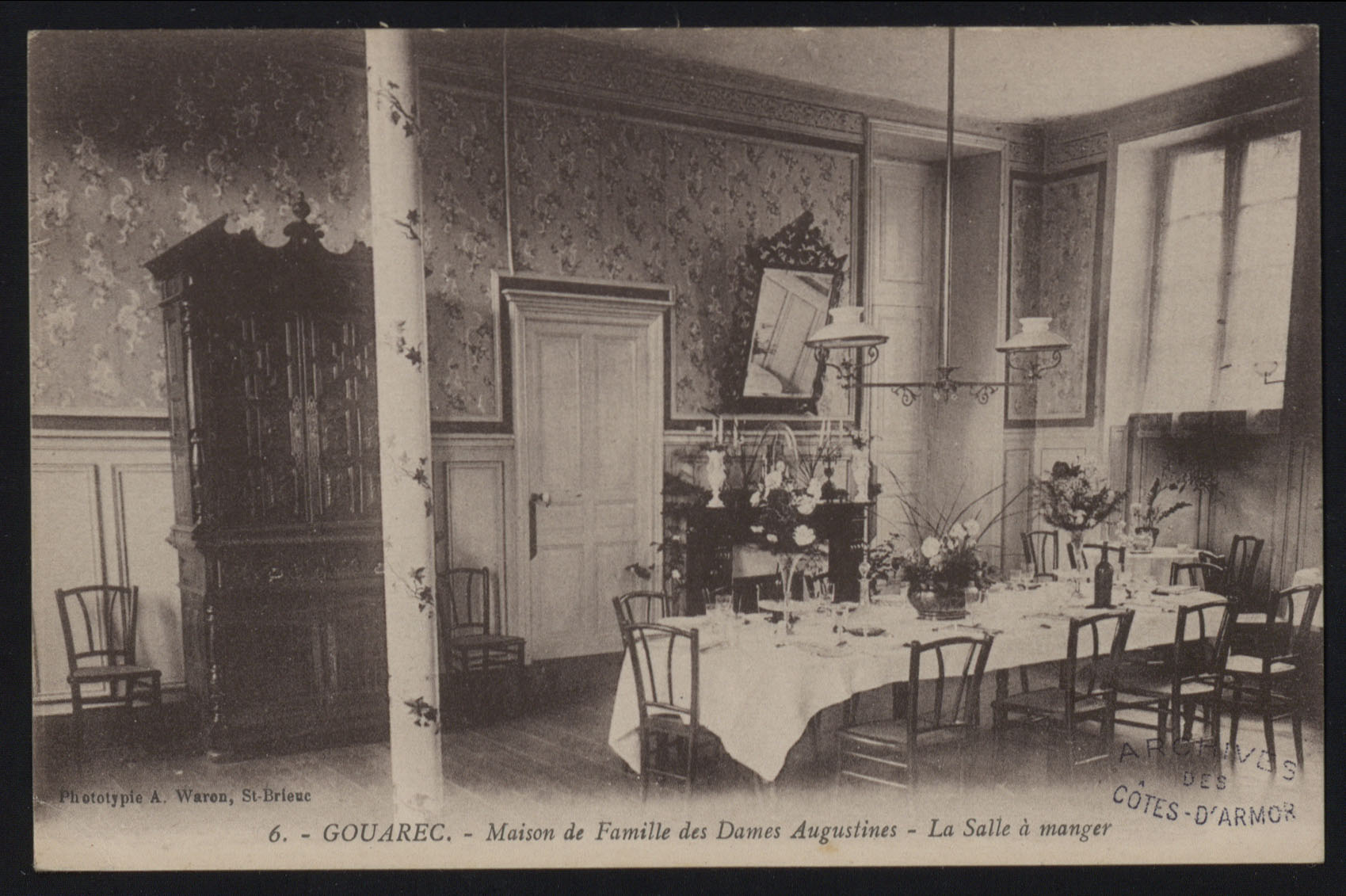
Gouarec [1917-1925]
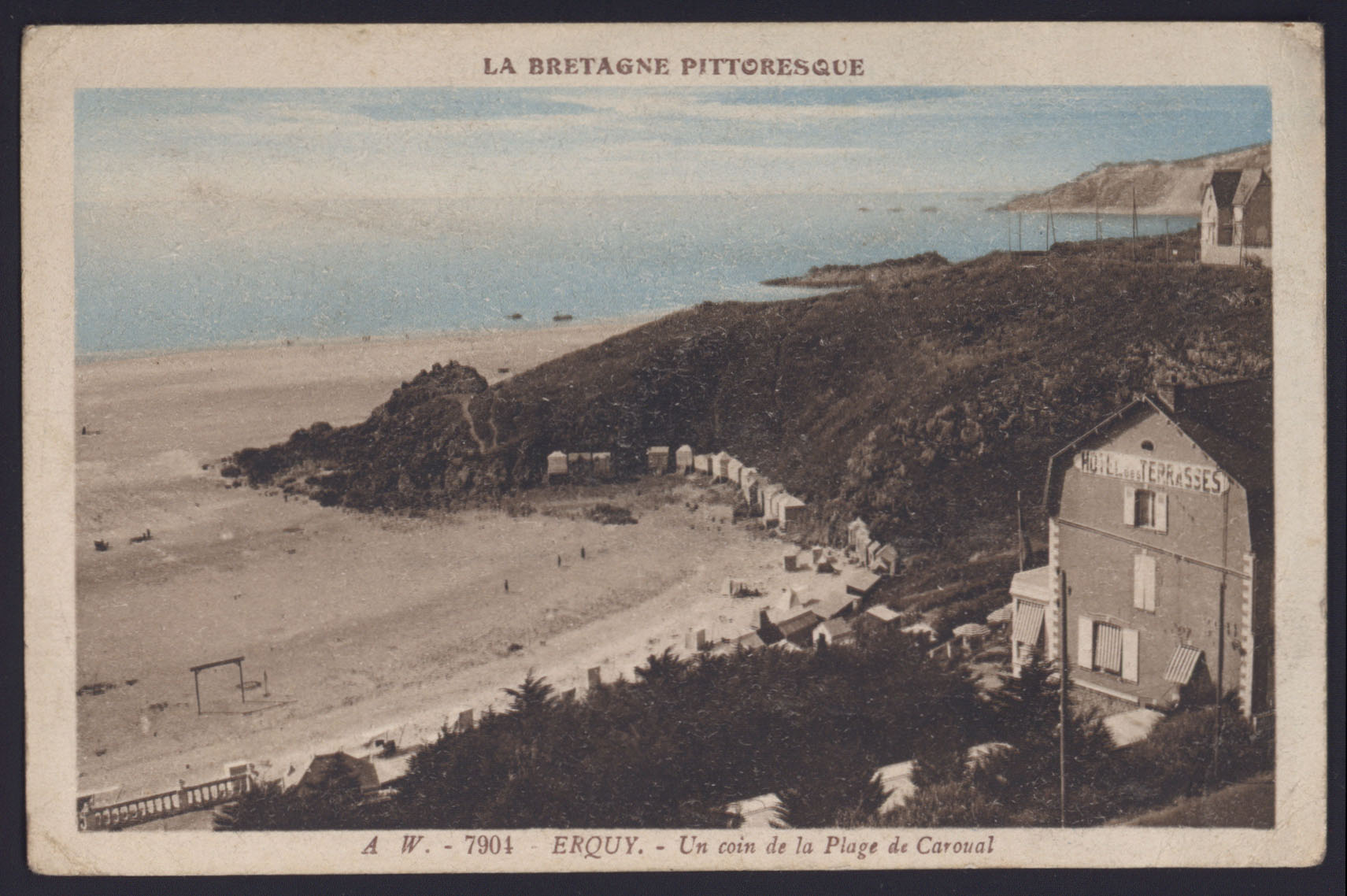
Erquy [années 1930]
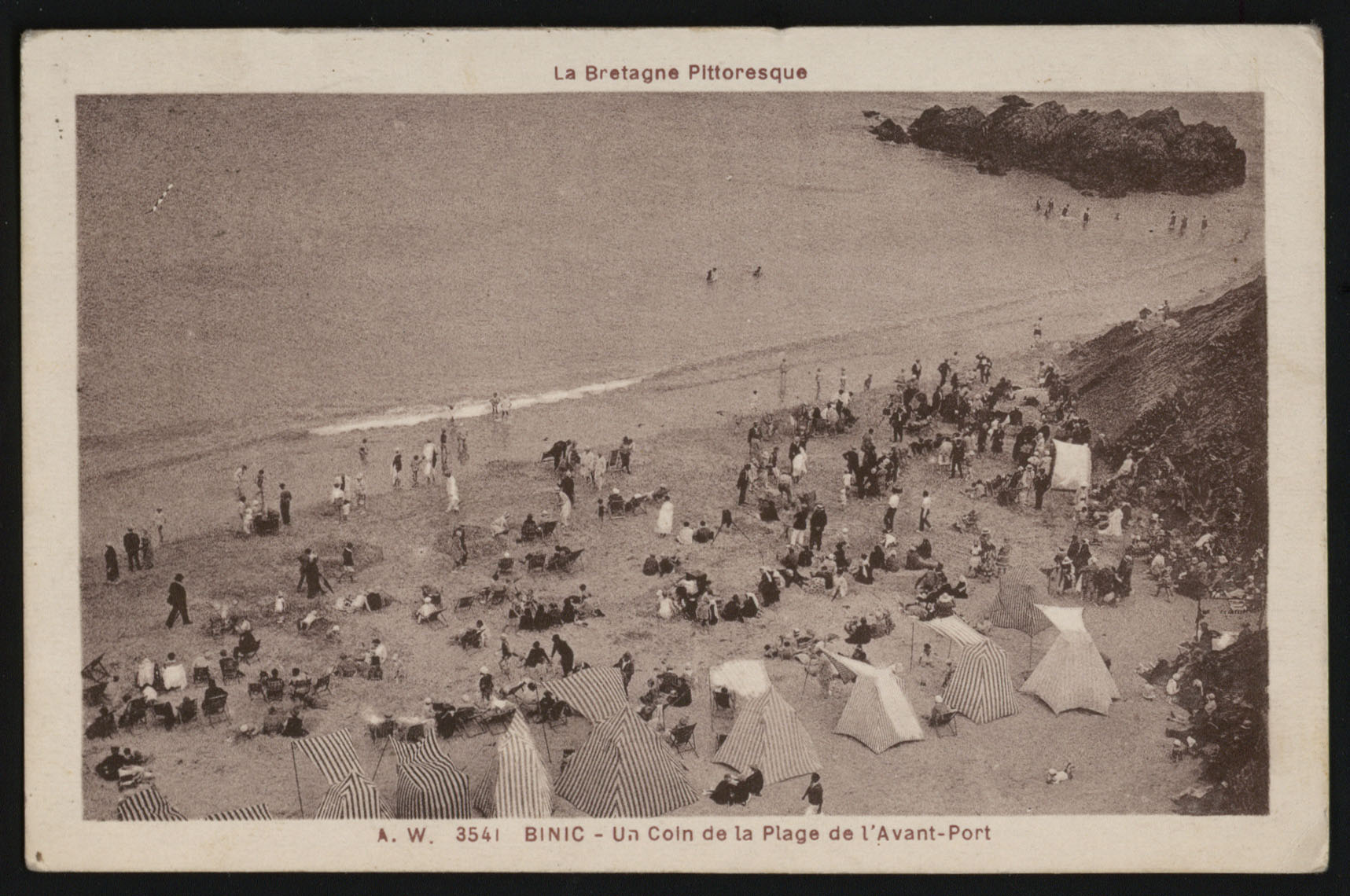
Binic [vers 1939]